# 卡尔一世 (符腾堡)

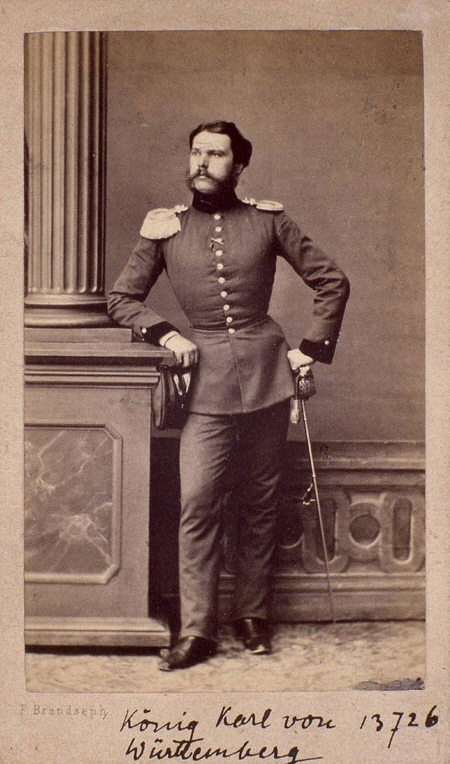
符腾堡国王卡尔一世

卡尔一世（Karl I，1823年3月6日—1891年10月6日），全名卡尔·腓特烈·亞歷山大（Karl Friedrich Alexander），第三任符腾堡国王，1864年至1891年在位。

## 生平
卡尔一世於在斯图加特出生，是威廉一世 (符腾堡)和第三位妻子符騰堡的保琳 (1800-1873)的兒子。他一出生就成为符騰堡王國王储。青少年的他曾於柏林和蒂宾根讀書。 
1846年7月13日，卡尔一世(22歲)與表姐俄罗斯女大公奧爾加·尼古拉耶芙娜(25歲)在圣彼得堡的彼得霍夫宮結婚。妻子兼表姊奧爾加·尼古拉耶芙娜是俄罗斯沙皇尼古拉一世和普魯士的夏洛特的女兒，而岳母普魯士的夏洛特 (1798-1860)又是腓特烈·威廉三世與梅克倫堡-施特雷利茨的路易絲的女兒。斯图加特人民于9月23日为未来国王新婚归国举行了盛大的欢庆仪式。他们在斯图加特兴建了维拉·贝格作为住所。王储夫妇没有子女，原因或许是卡尔一世的同性戀倾向。
1864年6月25日，卡尔一世的父亲符腾堡国王威廉一世過世，卡尔一世继位为符腾堡国王卡尔一世，并在次月举行了加冕仪式。1864年12月24日，符腾堡国王卡尔一世签署了出版和结社自由的法令。1866年普奥战争以普魯士王國战胜、奧地利帝國战败告终，奧地利帝國主导的德意志邦聯解散，普魯士王國主导的北德意志邦聯成立，符騰堡王國、巴伐利亞王國、黑森大公国、巴登大公國在普魯士王國与法蘭西第二帝國之间徘徊。1870年普法戰爭以普魯士王國战胜、法蘭西第二帝國战败告终。1871年德意志帝國成立，符騰堡王國、巴伐利亞王國、黑森大公国、巴登大公國与北德意志邦聯各成员一同成为德意志帝國的联邦主体，但仍保留铁路、邮政、文化、军队等权利。
符腾堡国王卡尔一世于1890年被英国維多利亞授予嘉德勋章。
符腾堡国王卡尔一世1891年10月6日在斯图加特過世，终年68岁。他没有子嗣，符腾堡王位被傳予他的堂侄兼外甥威廉二世。他的妻子兼表姊于第二年在腓特烈港過世。二人合葬于阿尔滕堡的教堂里。
| 卡爾一世符騰堡王朝出生于：1823年3月6日逝世於：1891年10月6日 | 卡爾一世符騰堡王朝出生于：1823年3月6日逝世於：1891年10月6日 | 卡爾一世符騰堡王朝出生于：1823年3月6日逝世於：1891年10月6日 |
| 統治者頭銜                                                  | 統治者頭銜                                                  | 統治者頭銜                                                  |
| ----------------------------------------------------------- | ----------------------------------------------------------- | ----------------------------------------------------------- |
| 前任者： 威廉一世                                           | 符騰堡國王 1864年–1891年                                    | 繼任者： 威廉二世                                           |